# 18115 Ретбан
18115 Ретбан (18115 Rathbun) — астероїд головного поясу, відкритий 5 липня 2000 року.
Тіссеранів параметр щодо Юпітера — 3,226.